# Liste sowjetischer Komponisten
Dies ist eine Liste von Komponisten Sowjetrusslands und der Sowjetunion (1917–1991).

## A
- Anatoli Nikolajewitsch Alexandrow (1888–1982)
- Boris Alexandrow (1905–1994)
- Juri Alexandrow (1914–2001)
- Boris Arapow (1905–1992)
- Alexander Alexandrow (1883–1946)
- Wjatscheslaw Artjomow (* 1940)
- Boris Assafjew (1884–1949)

## B
- Gennadi Banschtschikow (1943–2025)
- Weniamin Basner (1925–1996)
- Felix Blumenfeld (1863–1931)
- Semjon Bogatyrjow (1890–1960)
- Nikita Bogoslowski (1913–2004)
- Rostislaw Boiko (1931–2002)
- Nikolai Budaschkin (1910–1988)
- Jewgeni Brussilowski (1905–1981)
- Rewol Bunin (1924–1976)

## C
- Aram Chatschaturjan (1903–1978)
- Karen Chatschaturjan (1920–2011)
- Tichon Chrennikow (1913–2007)

## D
- Edisson Denissow (1929–1996)
- Georgi Dmitrijew (1942–2016)
- Isaak Dunajewski (1900–1955)

## E
- Oleg Ejges (1905–1992)
- Andrei Eschpai (1925–2015)
- Jakow Eschpai (1890–1963)
- Wiktor Ewald (1860–1935)